# José Luis Cuciuffo
José Luis Cuciuffo (* 1. Februar 1961 in Córdoba; † 11. Dezember 2004 in Bahía San Blas) war ein argentinischer Fußballspieler, der mit der Nationalmannschaft seines Heimatlandes an der Fußball-Weltmeisterschaft 1986 teilnahm und diese auch gewann.

## Karriere

### Vereinskarriere
José Luis Cuciuffo begann mit dem Fußballspielen bei CA Huracán, einem kleineren Club in seiner Heimatstadt Córdoba. 1980 wurde er von CA Chaco For Ever unter Vertrag genommen und machte in einem Jahr zehn Spiele für den Verein. 1981 verpflichtete ihn CA Talleres, der zur damaligen Zeit beste Verein in Córdoba. Nach 43 Ligaspielen in Argentiniens Meisterschaft wechselte Cuciuffo 1982 nach Buenos Aires zu CA Vélez Sársfield. Bei Vélez spielte er sechs Jahre bis 1987 und machte in dieser Zeit 185 Ligaspiele, in denen ihm acht Torerfolge gelangen. Einen Titel gewann er mit Vélez Sársfield jedoch nicht. 1987 verließ er den Verein und schloss sich den Boca Juniors an, wo er bis 1990 zu 102 Einsätzen im Ligabetrieb kam und vier Tore schoss. Der Gewinn der argentinischen Fußballmeisterschaft blieb ihm aber auch mit Boca verwehrt. 1990 wagte er den Wechsel nach Europa und spielte fortan für Olympique Nîmes in Frankreichs zweiter Liga. Gleich in seiner ersten Saison stieg er mit Nîmes in die Division 1, die heutige Ligue 1, auf und konnte in der Folgesaison den Klassenerhalt schaffen. Nach dem Abstieg 1993 verließ Cuciuffo den Verein und ging zurück nach Argentinien, um noch ein halbes Jahr für CA Belgrano in seiner Heimatstadt zu kicken, ehe er seine aktive Laufbahn im Jahre 1993 im Alter von 32 Jahren beendete.

### Nationalmannschaft
Zwischen 1986 und 1989 machte José Luis Cuciuffo acht Länderspiele in der argentinischen Fußballnationalmannschaft. Ohne ein einziges Länderspiel bestritten zu haben, wurde er von Nationaltrainer Carlos Bilardo ins Aufgebot für die Fußball-Weltmeisterschaft 1986 in Mexiko berufen. Bei dem Turnier wurde er in allen Spiele mit Ausnahme des ersten Gruppenspiels gegen Südkorea eingesetzt. So stand er auf dem Platz, als Argentinien im legendären Viertelfinale von Mexiko-Stadt England durch die Hand Gottes und das Jahrhunderttor besiegte und als man durch ein 3:2 im Endspiel gegen Deutschland zum zweiten Mal in der Geschichte des Landes Fußball-Weltmeister wurde.

## Tod
José Luis Cuciuffo starb am 11. Dezember 2004 im Alter von 43 Jahren bei einem Jagdunfall, der sich nahe der Stadt Carmen de Patagones am südwestlichen Rand der Provinz Buenos Aires, etwa siebenhundert Kilometer von der Hauptstadt entfernt, ereignete. Er wurde ins Krankenhaus von Bahía San Blas gebracht, wo er jedoch seinen schweren Verletzungen, die vor allem die Leber betrafen, erlag.